# Gertrude Cordovana

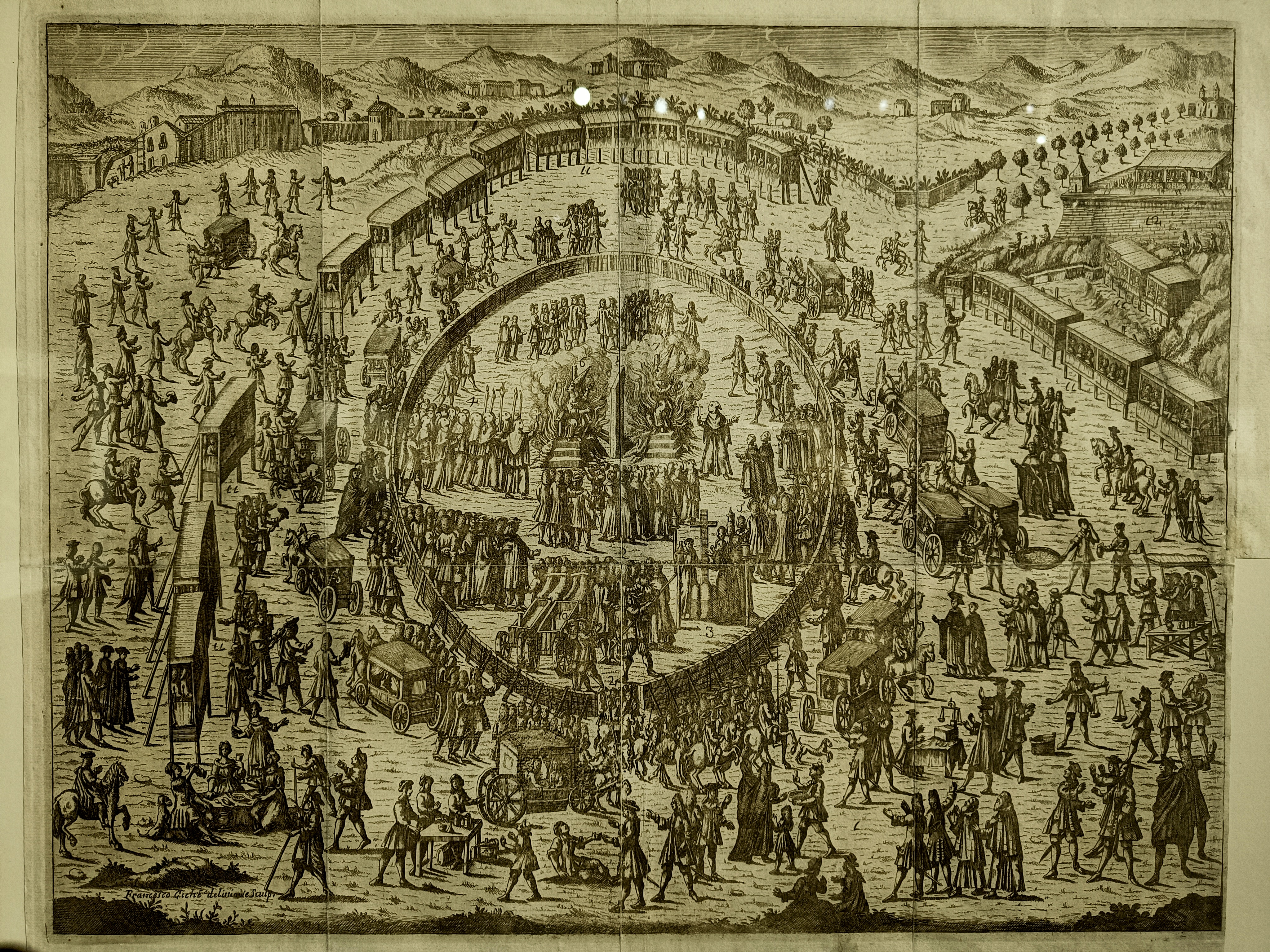
Rogo di Fra’ Romualdo e Suor Gertrude, Francesco Cichè, 1724

Gertrude Maria Cordovana (Caltanissetta, ... – Palermo, 6 aprile 1724) è stata una religiosa italiana.

## Biografia
Gertrude Maria Cordovana era una monaca benedettina siciliana che nel 1699 fu arrestata insieme all'agostiniano fra Romualdo Barberi; l'uomo fu accusato di eresia e di praticare il quietismo e il molinismo, mentre le accuse per suor Gertrude includevano "orgoglio, vanità, temerità, ipocrisia", dato che la benedettina sosteneva di essere immacolata e di aver avuto rapporti sessuali con Dio. Suor Gertrude fu torturata e affamata nelle carceri del Sant'Uffizio, ma non cambiò mai opinione; dato che la simulazione di santità era considerata equiparabile al reato di stregoneria, la benedettina fu incarcerata e rimase in prigione per venticinque anni.
Nel 1724, dato che entrambi i religiosi rimanevano impenitenti, la carcerazione fu permutata in condanna a morte dall'Inquisizione. Il 6 aprile dello stesso anno suor Gertrude e fra Romualdo furono arsi vivi pubblicamente in un autodafé svoltosi in piazza sant'Erasmo di Palermo, davanti all'Inquisizione, il senato, il viceré, il popolo e gli altri ventisei eretici che si trovavano nelle carceri ecclesiastiche.